# Стирен
Стире́н, стиро́л (або вінілбензе́н) — ароматична органічна сполука з формулою C6H5CH=CH2, летка рідина із солодкуватим запахом.
При полімеризації стиролу отримують полістирен.

## Отримання
Більшу частину стирену (близько 85 %) в промисловості отримують дегідруванням етилбензену при температурі 600—650 °С, атмосферному тиску і розведенні перегрітою водяною парою в 3—10 разів. Використовують оксидні залізо-хромові каталізатори із доданням карбонату калію.
Інший промисловий спосіб, яким отримують решту 15 %, полягає в дегідратації метилфенілкарбінолу, що утворюється в процесі отримання оксиду пропілену з гідропероксиду етилбензену. Гідропероксид етилбензолу отримують з етилбензолу некаталітичного окисненням повітрям.
Розробляють альтернативні способи отримання стиролу. Каталітична циклодимеризація бутадієну в вінілциклогексані, з його подальшою дегідрогенізацією. Окиснювальне поєднання толуену з утворенням стильбену; метатезис стильбен з етиленом призводить до стирену. Взаємодією толуену з метанолом також може бути отриманий стирен. Крім того, активно розроблялися способи виділення стирену з рідких продуктів піролізу. На сьогоднішній день, жоден з цих процесів не є економічно вигідним і в промисловому масштабі не реалізований.

## Властивості
Стирен легко окиснюється, приєднує галогени, полімеризується (утворюючи тверду склоподібну масу — полістирен) і співполімеризується з різними мономерами. Полімеризація відбувається вже при кімнатній температурі (іноді з вибухом), тому при зберіганні стирен стабілізують антиоксидантами (наприклад, третбутилпірокатехіном, гідрохіноном).
Галогенування, наприклад, у реакції з бромом, на відміну від аніліну йде не по бензеновому кільцю, а по вініловій групі, утворюючи (1,2-дибромоетил)бензен.

## Застосування
Стирен застосовують майже виключно для виробництва полімерів. Численні види полімерів на основі стирену включають полістирен, модифіковані стиреном поліестери, пластики АБС (акрилонітрил-бутадієн-стирен) і САН (стирен-акрилонітрил). Так само стирен входить до складу напалму.

## Токсичність
Пара стирену подразнює слизові оболонки; гранично допустима концентрація її у повітрі 0,005 мг/дм³.
Стирен слабко токсичний, середня летальна доза становить близько 500-5000 мг/кг (для щурів).